# محوطه کلاته ملا عزیز
محوطه کلاته ملا عزیز مربوط به عصر آهن - سده‌های متأخر دوران‌های تاریخی پس از اسلام است و در شهرستان اسفراین، بخش مرکزی، دهستان دامنکوه، ۱ کیلومتری جنوب غرب روستای کلاته ملا واقع شده و این اثر در تاریخ ۲۲ آبان ۱۳۸۶ با شمارهٔ ثبت ۱۹۹۷۶ به‌عنوان یکی از آثار ملی ایران به ثبت رسیده است.